# Royal Bank of Canada
Royal Bank of Canada («Ройял бэнк оф Кэнада», с англ. — «Королевский банк Канады») — крупнейший канадский банк, который также является самой большой канадской компанией. Двенадцатый крупнейший банк в мире по рыночной капитализации. Основан в 1864 году в Галифаксе.
В списке крупнейших публичных компаний в мире Forbes Global 2000 в 2016 году Royal Bank of Canada занял 52-е место, в том числе 33-е по активам, 50-е по чистой прибыли, 79-е по рыночной капитализации и 256-е по обороту. В 2010 году в списке 50 самых надёжных банков мира, публикуемом журналом Global Finance, банк помещён на 10 место.

## История
Банк был основан в 1864 году в Галифаксе под названием Merchants Bank of Halifax («Торговый банк Галифакса») группой из восьми предпринимателей. Через пять лет, в 1869 году, банк получил федеральный устав и выпустил акции. В начале 1870-х годов расширил свою деятельность в другие приморские провинции, однако дальнейшее развитие замедлилось из-за спада в судостроительной отрасли. В 1882 году было открыто первое отделение вне Канады, в городе Гамильтон на Бермудах; хотя оно закрылось уже в 1889 году, ориентация на карибский регион сохраняется до сих пор. К 1896 году активы банка достигли $10 млн. В 1897—98 были открыты отделения в Британской Колумбии, в 1899 году — в Нью-Йорке и Гаване. В последующие годы присутствие на Кубе возросло: в 1903 году был приобретён Banco de Oriente de Santiago de Cuba, в 1904 году — Banco del Commercio de Havana. К середине 1920-х с 65 отделениями канадский банк стал крупнейшим банком Кубы.
В 1901 году банк был переименован в Royal Bank of Canada (RBC), а в 1907 году центральный офис переехал из Галифакса в Монреаль, что было вызвано ростом значения Монреаля как финансового центра и относительным упадком морской торговли. В следующем году количество отделений достигло 109, а размер активов превысил $50 млн. В 1910 году произошло слияние с Union Bank of Halifax, канадским банком с 54-летней историей. Поглощение в 1912 году Traders Bank of Canada и Bank of British Honduras позволило удвоить количество отделений и размер активов.
В 1917 был куплен Quebec Bank, в 1918 — Northern Crown Bank, к концу Первой мировой войны Royal Bank of Canada стал вторым крупнейшим банком Канады с 540 отделениями и активами в $422 млн, а также сформировал подразделение зарубежной торговли. В 1925 году был куплен Union Bank of Canada и Bank of Central and South America. Великая депрессия сравнительно мало затронула Royal Bank of Canada, как и другие крупные канадские банки, хотя не обошлось без закрытия отделений и сокращения персонала.
В 1939 году активы RBC пересекли отметку в $1 млрд. Во время Второй мировой войны деятельность банка процветала в Северной Америке, но большинство европейских отделений было закрыто. После войны банк занялся финансированием освоения канадских нефти и газа, для этого в 1951 году в Калгари было открыто специальное подразделение. В том же году в Нью-Йорке была основана трастовая компания Royal Bank of Canada Trust Company.
Когда в 1959 году на Кубе к власти пришёл Фидель, банковская система была национализирована. Хотя канадским банкам Royal Bank of Canada и Bank of Nova Scotia было позволено продолжить работу, все счета кубинских компаний были переведены в национализированную банковскую систему; из-за убыточности деятельности в декабре 1960 года кубинские активы RBC были проданы Национальному банку Кубы.
В 1961 году был установлен первый компьютер (также первый в канадском банке). В 1962 году был изменён логотип банка, на нём появились лев, корона и земной шар. Позже в том же году штаб-квартира переехала в новый 42-этажный небоскрёб Place Ville Marie.
В начале 1970-х годов RBC совместно с пятью другими банками основали в Лондоне банковскую компанию Orion для выхода на рынок финансовых услуг. С 1981 года Orion стал подразделением Royal Bank of Canada, который к этому времени стал четвёртым крупнейшим банком Северной Америки, располагая активами в $53 млрд.
В 1987 году Royal Bank of Canada вышел на рынок инвестиционных услуг, купив крупную канадскую брокерскую компанию Dominion Securities. Продолжая расширять сферу своей деятельности, в 1993 году банк купил страховую компанию Voyageur Travel Insurance Ltd. и компанию, занимающуюся управлением активами, Royal Trustco (в 1995 году австрийский филиал Royal Trustco был продан банку Anglo Irish). В 2000 году были объединены системы кредитных/дебетовых карт с BMO Bank of Montreal в виде Moneris Solutions.
В 2015 году был куплен американский банк City National Corporation.

## Деятельность
Royal Bank of Canada представляет собой глобальный финансовый конгломерат, обслуживающий 17 млн клиентов в Канаде, США и ещё 34 странах. Состоит из следующих подразделений:
- Частный и коммерческий банкинг (Personal & Commercial Banking) — осуществляет деятельность в Канаде, США и Карибском регионе, предоставляя услуги частным лицам и мелкому бизнесу. Обслуживает более 14 млн клиентов через сеть из 1350 отделений и 4800 банкоматов, а также онлайн и с помощью мобильных приложений. В 2020 году оборот подразделения составил CA$17,7 млрд (из них CA$13,4 в Канаде), чистая прибыль — CA$5,1 млрд, активы — CA$494,6 млрд.
- Управление состоянием (Wealth Management) — обслуживает состоятельных клиентов по всему миру, предоставляя инвестиционные, кредитные, банковские и трастовые услуги. Офисы подразделения расположены в Канаде, США, Великобритании, на Нормандских островах и в Азии. В 2020 году активы клиентов превысили CA$1,2 трлн, оборот подразделения составил CA$12,2 млрд, чистая прибыль — CA$2,2 млрд, активы — CA$119,5 млрд.
- Страхование (Insurance) — предоставляет страховые услуги как в Канаде, так и в других странах мира. В 2020 году оборот подразделения составил CA$4,4 млрд (из них CA$2,7 в Канаде), чистая прибыль — CA$1,1 млрд, активы — CA$20,3 млрд.
- Инвестиционные и депозитарные услуги (Investor & Treasury Services) — хранение, перемещение и инвестирование активов крупных финансовых институтов. Сеть депозитариев расположена в Северной Америке, Европе и Азиатско-Тихоокеанском регионе. В 2020 году оборот подразделения составил CA$2,3 млрд, чистая прибыль — CA$536 млн, активы — CA$204,3 млрд, депозитарные активы — CA$4,5 трлн.
- Рынки капитала (Capital Markets) — предоставляет финансовые услуги частным и публичным компаниям, правительствам и центральным банкам. В 2020 году оборот подразделения составил CA$9,9 млрд, чистая прибыль — CA$2,8 млрд, активы — CA$755,4 млрд[2].

Активы на конец 2020 финансового года (в Канаде это 31 октября 2020 года) составляли 1,625 трлн канадских долларов (1,332 трлн долларов США), размер принятых депозитов составил CA$1,012 трлн ($829,5 млрд); выданные кредиты составили CA$661 млрд, активы под управлением — CA$843,6 млрд.
Чистый процентный доход в 2020 году составил CA$21 млрд (CA$35 млрд доход, 14 млрд расход); CA$6 млрд составила плата за инвестиционные и кастодиальные услуги, CA$5 млрд страховые премии.
|                                    | Активы, млрд CA$ | Депозиты, млрд CA$ | Собственные средства, млрд CA$ | Выручка, млрд CA$ | Чистая прибыль, млрд CA$ | Рыночная капитализация, млрд CA$ | Сотрудников, тыс. чел. |
| ---------------------------------- | ---------------- | ------------------ | ------------------------------ | ----------------- | ------------------------ | -------------------------------- | ---------------------- |
| Toronto-Dominion Bank              | 1716             | 1135               | 95,5                           | 43,65             | 11,9                     | 159,5                            | 89,6                   |
| Royal Bank of Canada               | 1625             | 1012               | 80,72                          | 47,18             | 11,44                    | 179,1                            | 83,8                   |
| Bank of Montreal                   | 949              | 659                | 50                             | 23,48             | 5,2                      | 81,6                             | 43,4                   |
| Canadian Imperial Bank of Commerce | 770              | 571                | 41,34                          | 18,74             | 3,79                     | 63,8                             | 43,9                   |

## Финансовые показатели
| Год                 | 2004  | 2005  | 2006  | 2007  | 2008  | 2009  | 2010  | 2011  | 2012  | 2013  | 2014  | 2015  | 2016  | 2017  | 2018  | 2019  | 2020  |
| ------------------- | ----- | ----- | ----- | ----- | ----- | ----- | ----- | ----- | ----- | ----- | ----- | ----- | ----- | ----- | ----- | ----- | ----- |
| Выручка             | 17,8  | 19,18 | 20,64 | 22,46 | 21,58 | 26,44 | 26,08 | 27,64 | 29,15 | 30,68 | 34,11 | 35,32 | 38,80 | 40,67 | 42,58 | 46,00 | 47,18 |
| Чистая прибыль      | 2,803 | 3,387 | 4,728 | 5,492 | 4,555 | 3,858 | 5,223 | 6,444 | 7,507 | 8,342 | 9,004 | 10,03 | 10,46 | 11,47 | 12,43 | 12,87 | 11,44 |
| Активы              | 426,2 | 469,5 | 536,8 | 600,3 | 723,9 | 655   | 726,2 | 793,8 | 824   | 859,7 | 940,6 | 1074  | 1180  | 1213  | 1335  | 1429  | 1625  |
| Собственный капитал | 17,9  | 19,85 | 22,12 | 24,32 | 30,64 | 36,91 | 38,95 | 41,46 | 44,92 | 49,46 | 54,5  | 63,94 | 71,61 | 74,43 | 79,96 | 77,82 | 80,72 |
| Капитализация       | 40,88 | 53,89 | 63,79 | 71,52 | 62,83 | 77,69 | 77,5  | 69,93 | 82,3  | 100,1 | 115,4 | 107,9 | 124,5 | 146,6 | 138,0 | 151,9 | 132,5 |

## Руководство
С 1986 по 2001 банк возглавлял Джон Клегхорн (занимал пост председателя правления, а также с 1994 по 2001 был главным исполнительным директором, CEO). В 2001 его сменил Гордон Никсон (в должности президента и CEO). В 2013 президентом банка становится Дэвид Маккей, (с 2014 также и CEO). C 2001 по 2004 неисполнительным председателем правления был Ги Сен-Пьер, с 2004 по 2015 — Дэвид О`Браен. С 2015 пост независимого председателя занимает Кэтлин Тейлор (до этого возглавляла сеть отелей Four Seasons Hotels and Resorts).

## Дочерние компании
- Royal Bank Holding Inc. — Торонто (Канада); Нассау (Багамские Острова); Джорджтаун (Каймановы острова); Сен-Мишель и Сент-Джеймс (Барбадос); Люксембург; Калгари (Канада); Лондон (Великобритания)
- RBC USA Holdco Corporation — Нью-Йорк и Миннеаполис (США)
- RBC Dominion Securities Limited — Торонто (Канада)
- RBC Holdings (Barbados) Ltd. — Сен-Мишель (Барбадос); Порт-оф-Спейн (Тринидад и Тобаго)
- RBC Finance S.à r.l./B.V. — Амстердам (Нидерланды); Люксембург
- RBC Capital Trust — Торонто (Канада)
- RBC Europe Limited — Лондон (Великобритания)
- Royal Bank Mortgage Corporation — Торонто (Канада)
- The Royal Trust Company — Монреаль (Канада)
- RBC Bank (Georgia), National Association — Атланта (США)
- Royal Trust Corporation of Canada — Торонто (Канада)
- RBC Covered Bond Guarantor Limited Partnership — Торонто (Канада)